# Księcia Janusza (stacja metra)
Księcia Janusza – stacja linii M2 metra w Warszawie znajdująca się w dzielnicy Wola, przy skrzyżowaniu ulic Górczewskiej i Księcia Janusza.
Długość stacji wynosi 606,1 m, a kubatura obiektu – 188 480 m³. Kolor zielony w wystroju stacji nawiązuje do pobliskich parków: Moczydło i Edwarda Szymańskiego.
Stacja została otwarta 4 kwietnia 2020.

## Historia

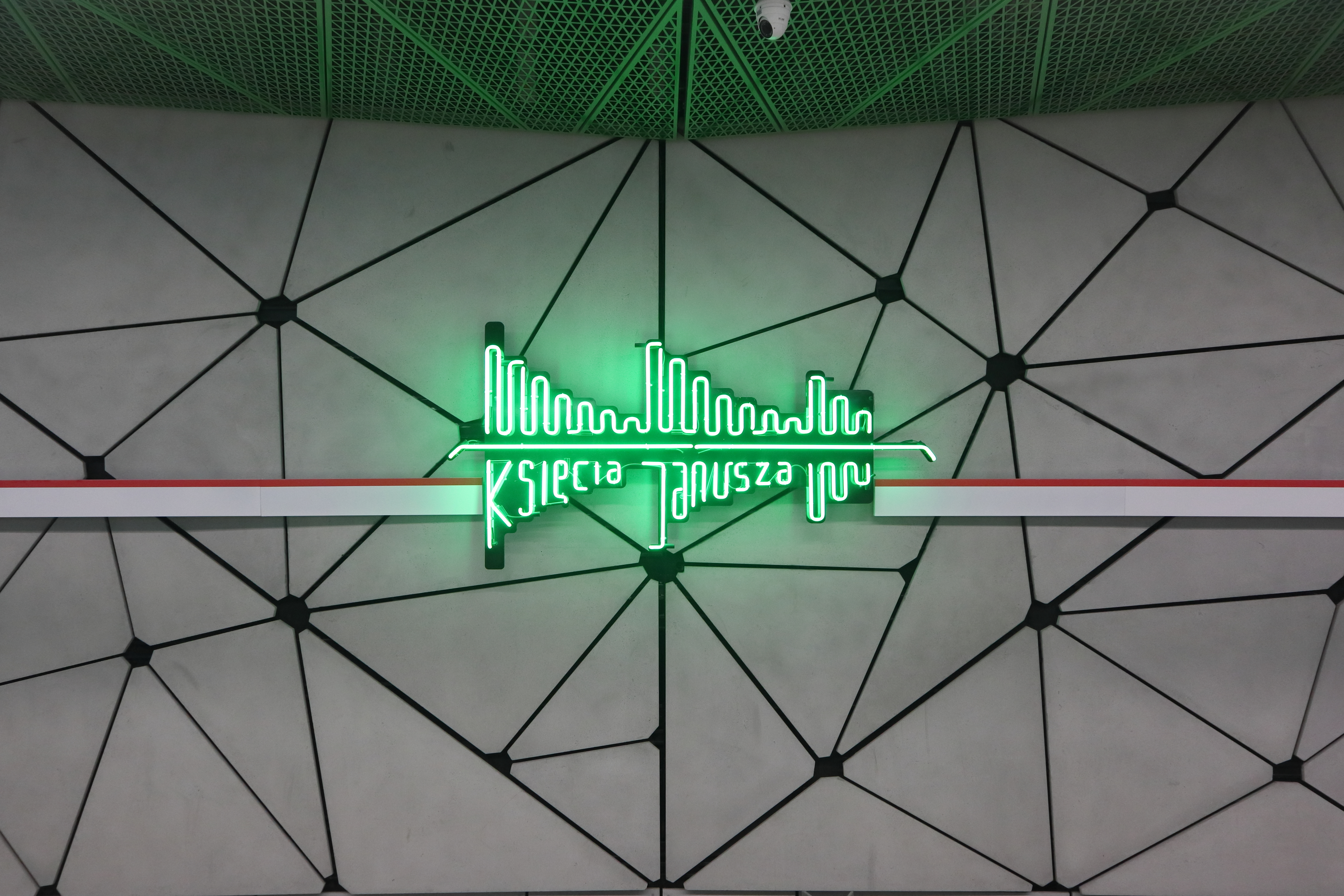
Neon z nazwą stacji

### Nazwa i lokalizacja
26 listopada 2011 ogłoszono konkurs na wykonanie koncepcji architektoniczno-budowlanej I etapu odcinka zachodniego i wschodniego-północnego II linii warszawskiego metra. 25 czerwca 2012 został on rozstrzygnięty, a 21 września 2012 podpisano umowy ze zwycięzcami. Zadanie zaprojektowania 3 stacji na odcinku zachodnim otrzymało Biuro Projektów „Metroprojekt”. Stacja figurowała już wówczas pod roboczą nazwą Księcia Janusza oraz nosiła oznaczenie C6. We wrześniu 2013 Rada Miasta zatwierdziła Księcia Janusza jako nazwę przyszłej stacji.

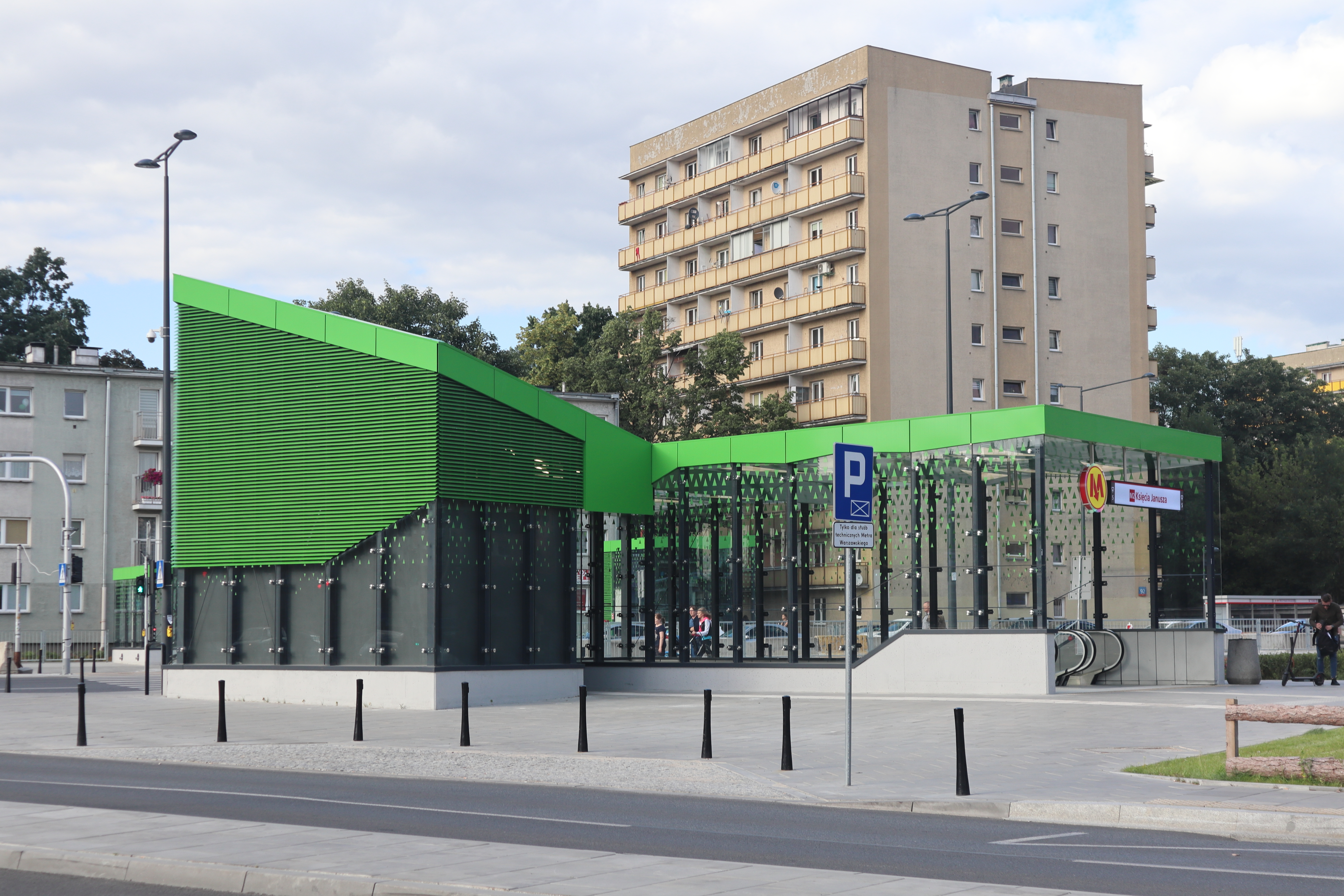
Wejście na stację

### Budowa
Wykonawcą stacji było przedsiębiorstwo Gülermak, które wygrało rozstrzygnięty 29 października 2015 przetarg. 16 września 2016 wojewoda mazowiecki Zdzisław Sipiera wydał pozwolenie na budowę stacji Księcia Janusza z rygorem natychmiastowej wykonalności. 29 września 2016 została podpisana umowa na realizację stacji.
Prace budowlane rozpoczęto 26 listopada 2016, po zamknięciu dla ruchu ulicy Górczewskiej. Przez pierwsze miesiące realizowano prace związane z przekładaniem instalacji podziemnych. W kwietniu 2017 rozpoczęto budowę murków prowadzących i głębienie ścian szczelinowych. 11 kwietnia 2017 Główny Inspektor Nadzoru Budowlanego uchylił decyzję wojewody o wydaniu pozwolenia na budowę stacji i przekazał sprawę do ponownego rozpatrzenia. Prace budowlane nie zostały jednak wstrzymane, a 26 kwietnia wojewoda mazowiecki Zdzisław Sipiera ponownie wydał pozwolenie na budowę stacji z rygorem natychmiastowej wykonalności. W lipcu 2017 rozpoczęto wykonywanie wykopu wstępnego, a w sierpniu zapoczątkowano prace żelbetowe przy konstrukcji stropu stacji. 11 sierpnia w strop stacji wmurowano kamień węgielny z aktem erekcyjnym. W drugiej połowie sierpnia rozpoczęto wykonywanie wykopu metodą podstropową na poziomie -1, odpowiadającym lokalizacji przyszłej antresoli. W październiku, po ukończeniu pierwszych segmentów płyty pośredniej we wschodniej części stacji, rozpoczęto prace przy wykonywaniu wykopu na poziomie -2, odpowiadającym lokalizacji przyszłego peronu i torów.
Stacja została otwarta, wraz ze stacjami Młynów i Płocka, 4 kwietnia 2020. W grudniu 2020 wszystkie trzy stacje uzyskały nominację do Nagrody im. Miesa van der Rohe.